# Seznam vrcholů ve Šluknovské pahorkatině

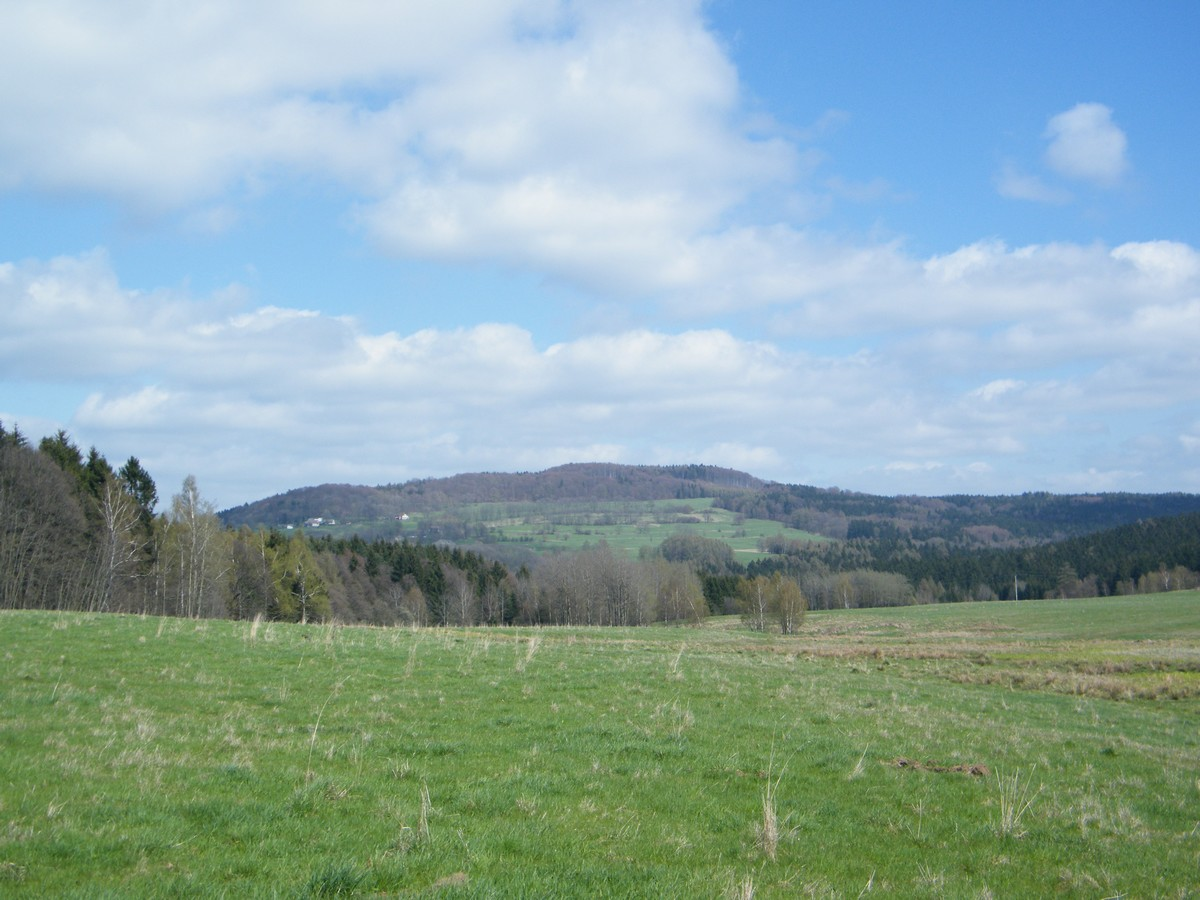
Hrazený (608 m)

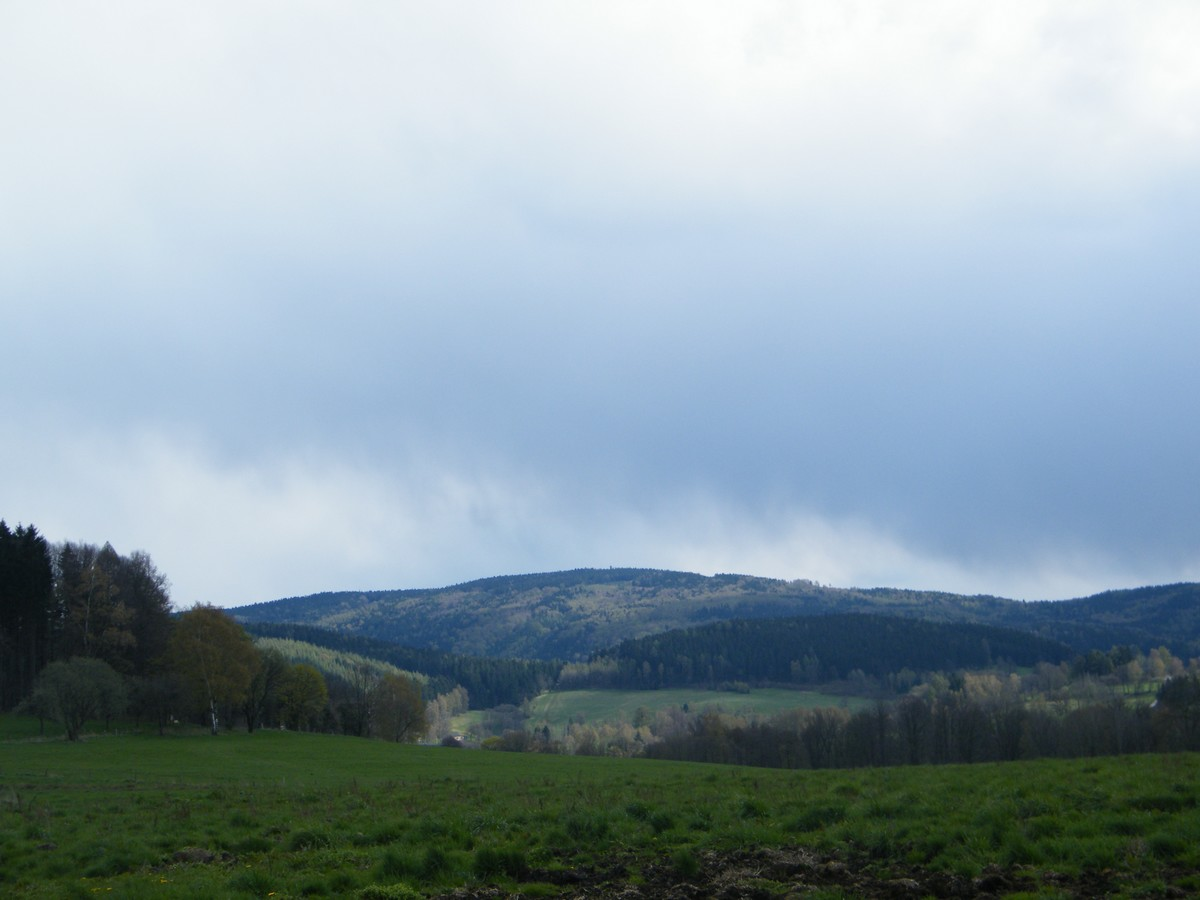
Tanečnice (599 m)

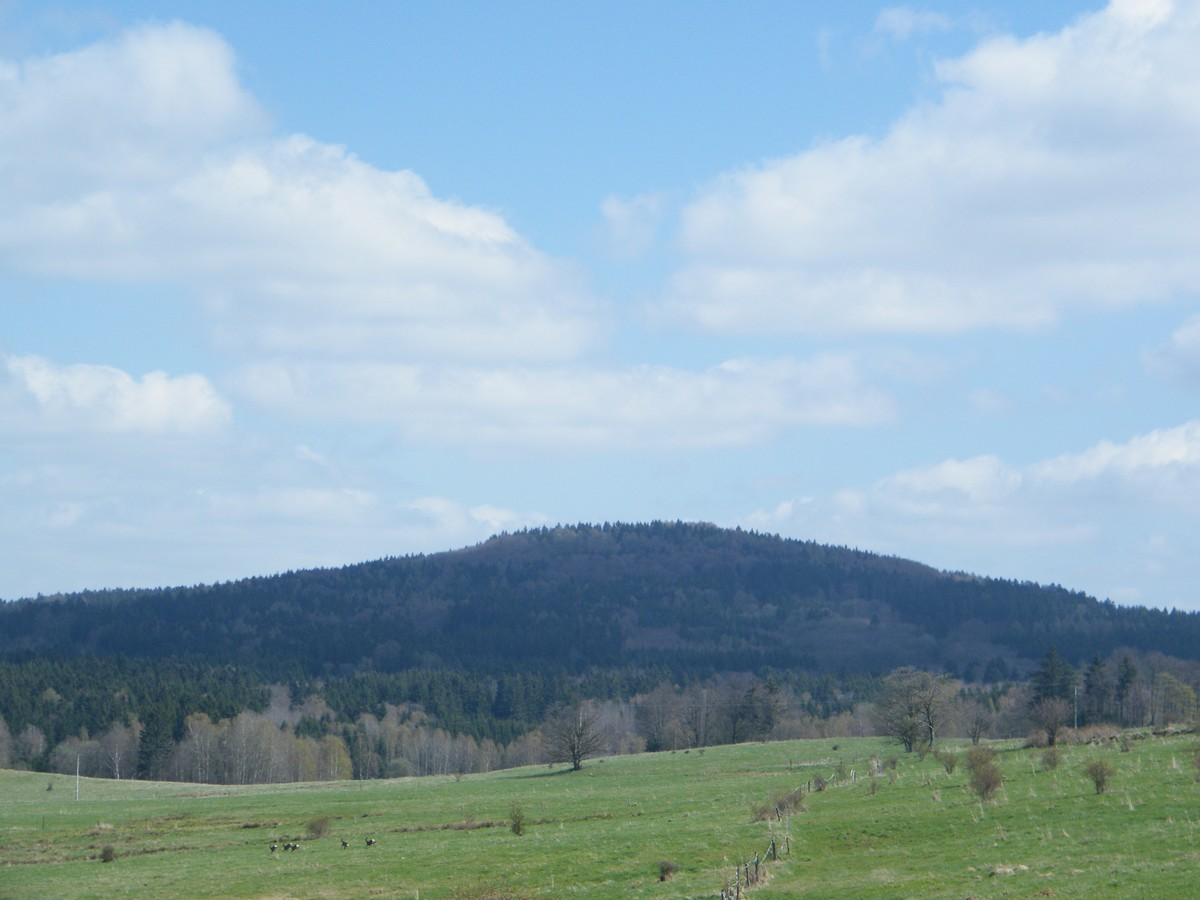
Plešný (593 m)

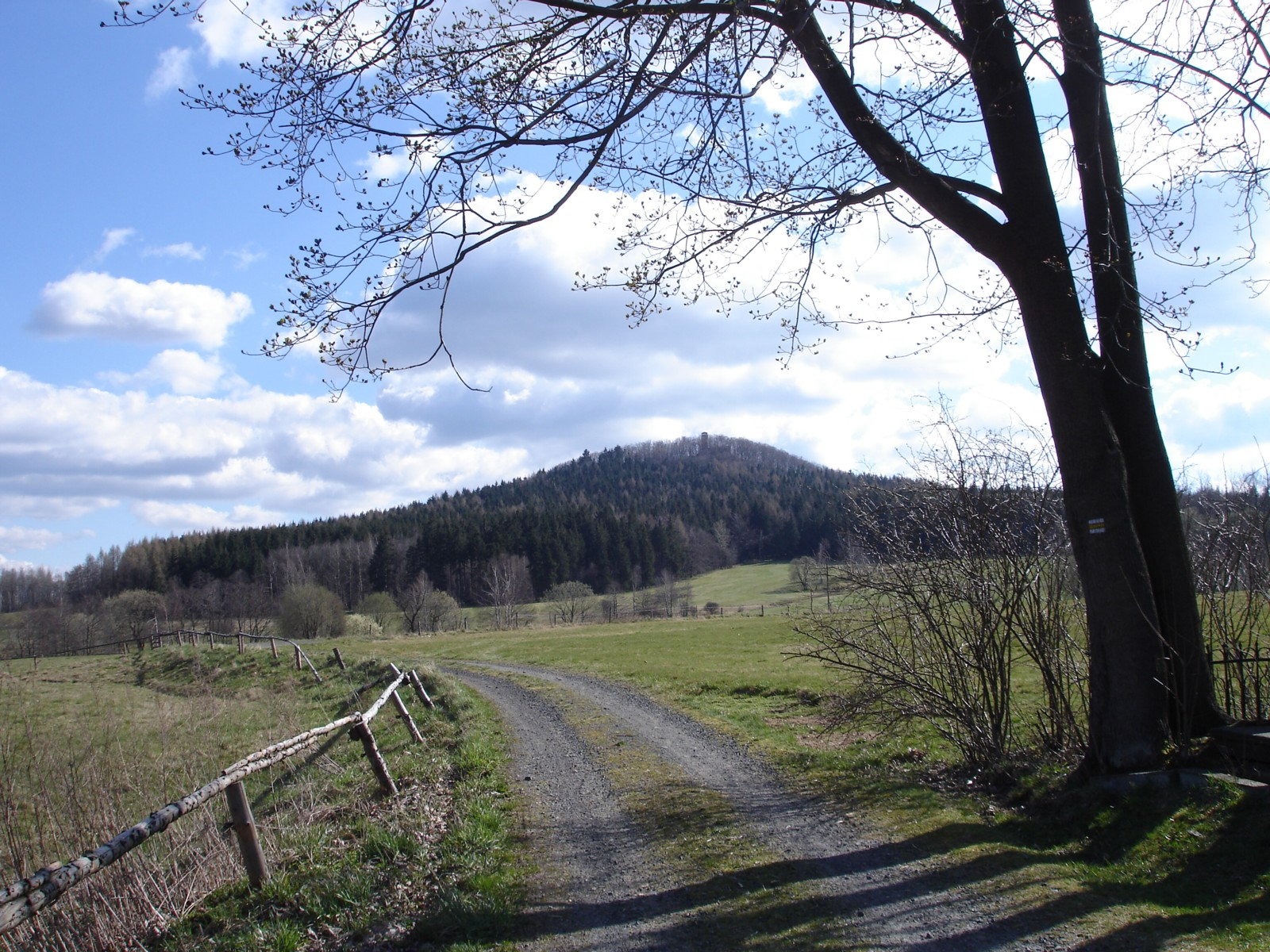
Vlčí hora (591 m)

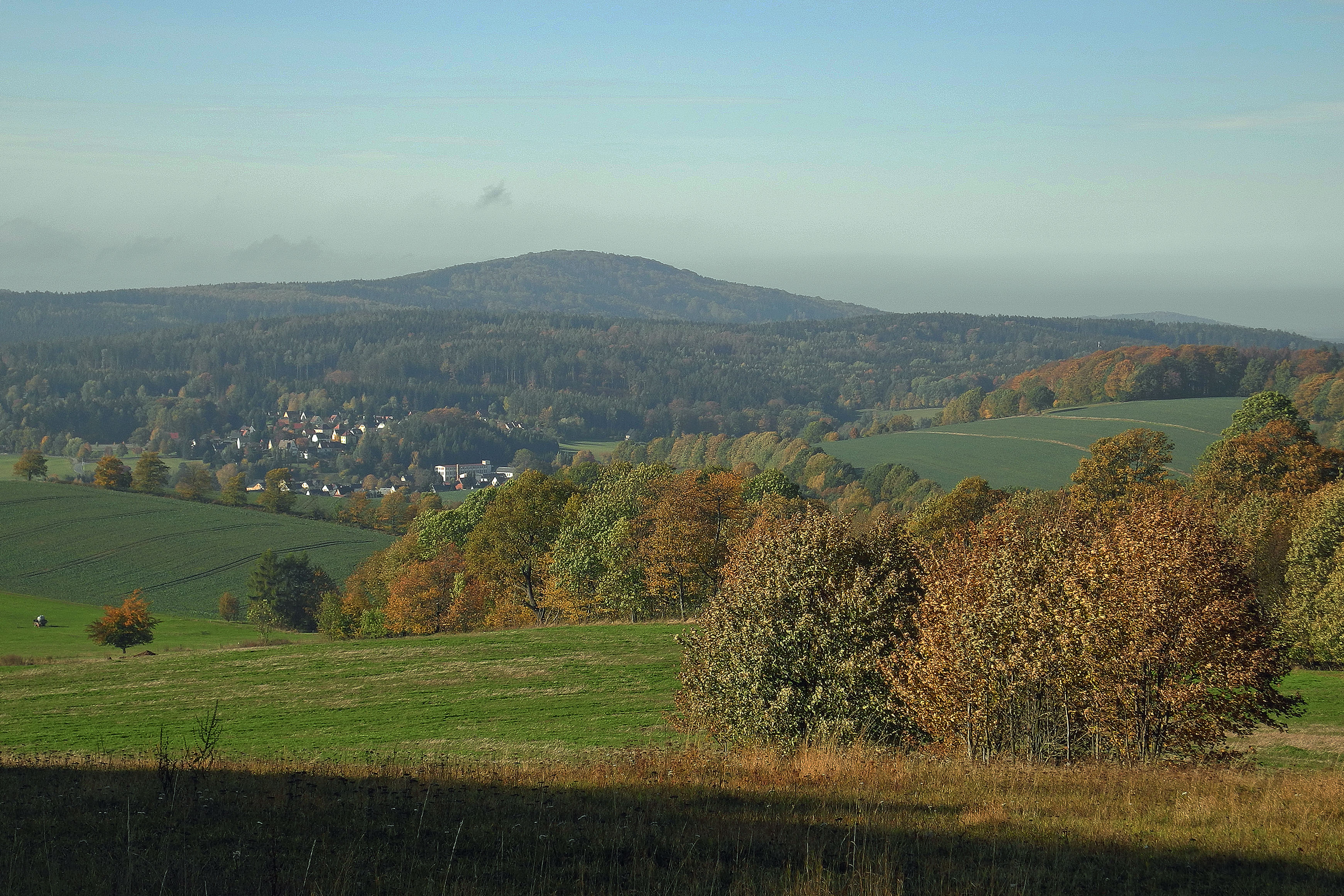
Valtenberg (586 m)

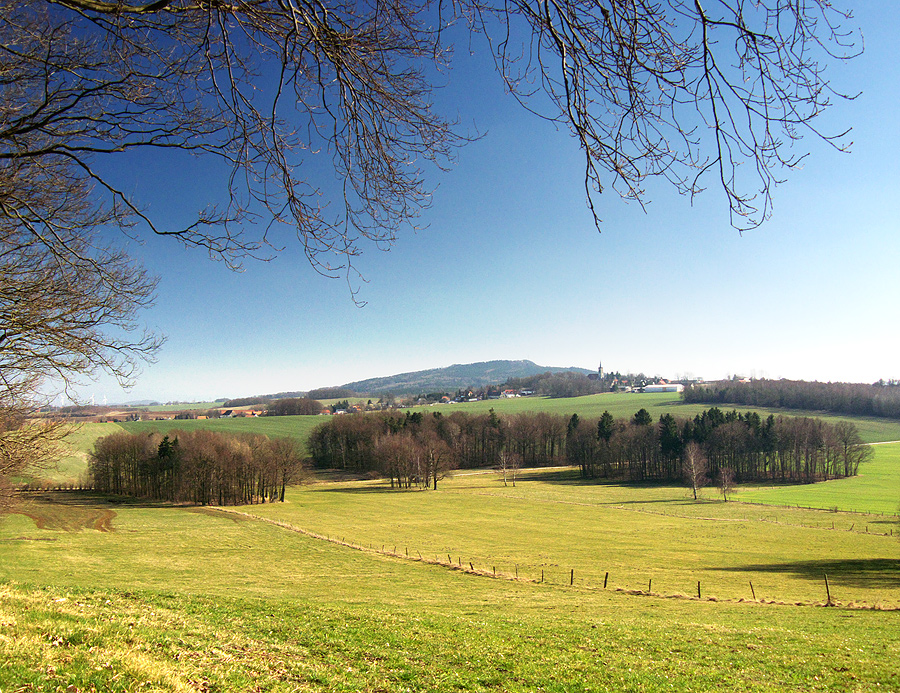
Kottmar (582 m)

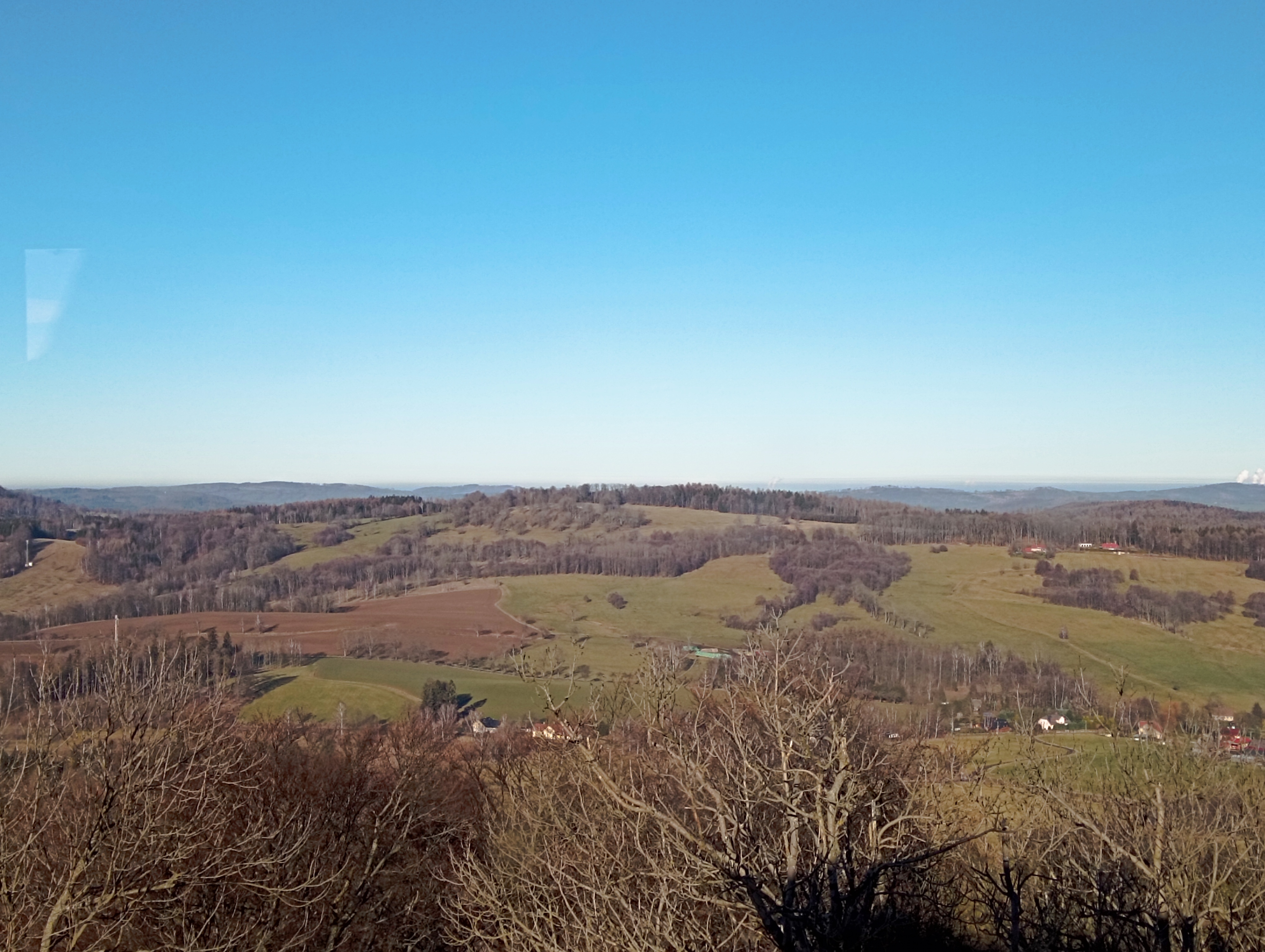
Ptačí vrch (562 m)

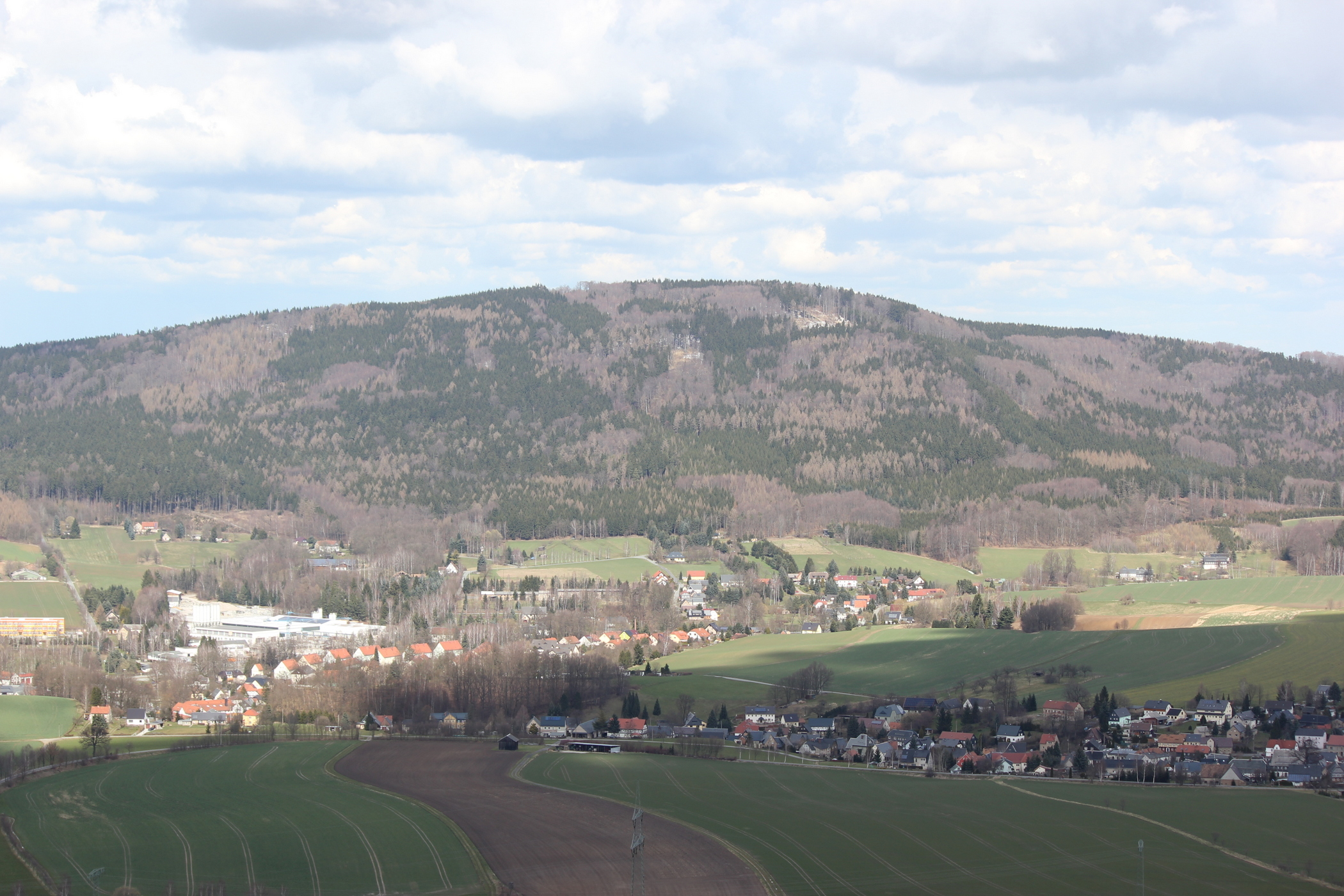
Czorneboh (557 m)

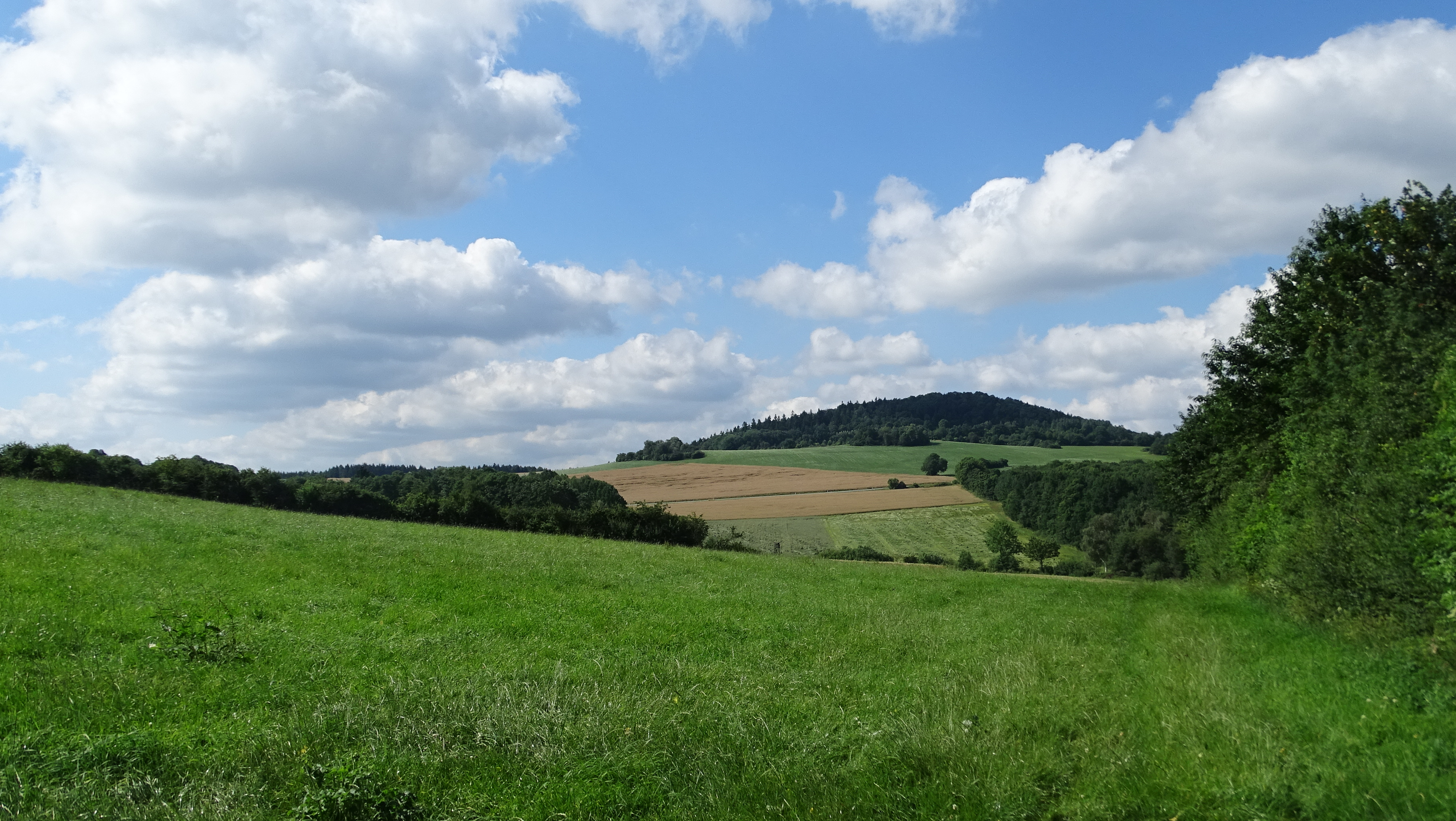
Špičák (544 m)

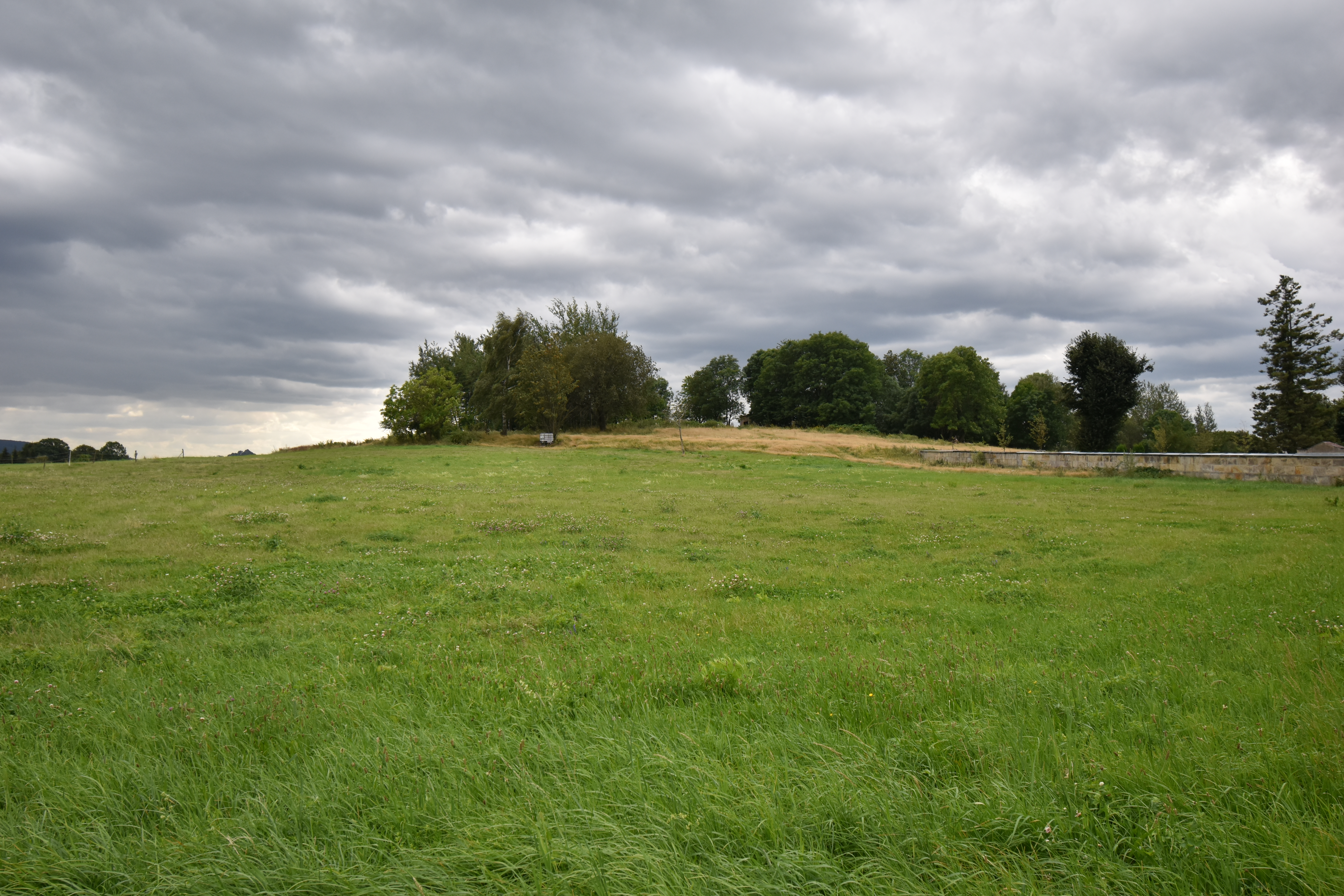
Valy (544 m)

Seznam vrcholů ve Šluknovské pahorkatině obsahuje pojmenované vrcholy v české i německé části Šluknovské pahorkatiny (Lausitzer Bergland) s nadmořskou výškou nad 500 m a dále všechny vrcholy s prominencí (relativní výškou) nad 100 m. Seznam je založen na údajích z databáze Geonames, základních topografických map ČR a základních topografických map Německa, respektive Saska. Jako hranice pohoří byla uvažována hranice stejnojmenného geomorfologického celku.

## Seznam vrcholů podle výšky
Seznam vrcholů podle výšky obsahuje všechny pojmenované vrcholy v české i německé části s nadmořskou výškou nad 500 m. Celkem jich je 33, z toho 1 s výškou nad 600 m a 7 s výškou nad 550 m. Nejvyšší horou je Hrazený s nadmořskou výškou 608 m, který se nachází v geomorfologickém okrsku Šenovská pahorkatina.
| #   | Vrchol             | Výška m n. m. | Souřadnice                       | Okrsek / Mesogeochora           | Přístup                                                                                                  | Stát |
| --- | ------------------ | ------------- | -------------------------------- | ------------------------------- | --- | ---- |
| 1.  | Hrazený            | 608,2         | 50°58′27″ s. š., 14°25′44″ v. d. | Šenovská pahorkatina            | neznačeno                                                                                                | CZ   |
| 2.  | Tanečnice          | 599,0         | 50°57′58″ s. š., 14°19′12″ v. d. | Šenovská pahorkatina            | modrá turistická značka · žlutá turistická značka                                                        | CZ   |
| 3.  | Plešný             | 593,0         | 50°57′32″ s. š., 14°25′24″ v. d. | Šenovská pahorkatina            | neznačeno                                                                                                | CZ   |
| 4.  | Vlčí hora          | 590,8         | 50°56′23″ s. š., 14°27′56″ v. d. | Rumburská pahorkatina           | žlutá turistická značka · naučná turistická značka                                                       | CZ   |
| 5.  | Valtenberg         | 586,4         | 51°04′27″ s. š., 14°16′44″ v. d. | Severní hornolužická vrchovina  | červená turistická značka · modrá turistická značka · zelená turistická značka · žlutá turistická značka | DE   |
| 6.  | Kottmar            | 582,0         | 51°00′36″ s. š., 14°39′23″ v. d. | Východní hornolužická vrchovina | červená turistická značka · modrá turistická značka · zelená turistická značka · žlutá turistická značka | DE   |
| 7.  | Ptačí vrch         | 561,5         | 50°57′43″ s. š., 14°27′26″ v. d. | Šenovská pahorkatina            | neznačeno                                                                                                | CZ   |
| 8.  | Czorneboh          | 556,8         | 51°07′10″ s. š., 14°31′34″ v. d. | Severní hornolužická vrchovina  | červená turistická značka · modrá turistická značka · žlutá turistická značka                            | DE   |
| 9.  | Špičák             | 544,3         | 50°55′42″ s. š., 14°38′45″ v. d. | Rumburská pahorkatina           | zelená turistická značka                                                                                 | CZ   |
| 10. | Valy               | 543,5         | 50°54′25″ s. š., 14°33′46″ v. d. | Rumburská pahorkatina           | neznačeno                                                                                                | CZ   |
| 11. | Hochstein          | 540,5         | 51°06′50″ s. š., 14°34′24″ v. d. | Severní hornolužická vrchovina  | červená turistická značka · modrá turistická značka                                                      | DE   |
| 12. | Ungerberg          | 537,5         | 50°59′50″ s. š., 14°13′46″ v. d. | Západní hornolužická vrchovina  | červená turistická značka · modrá turistická značka · zelená turistická značka · žlutá turistická značka | DE   |
| 13. | Gerstenberg        | 532,5         | 50°59′40″ s. š., 14°15′23″ v. d. | Západní hornolužická vrchovina  | žlutá turistická značka                                                                                  | DE   |
| 14. | Partyzánský vrch   | 529,6         | 50°59′53″ s. š., 14°24′20″ v. d. | Šenovská pahorkatina            | neznačeno                                                                                                | CZ   |
| 15. | Hoher Hahn         | 528,2         | 51°02′15″ s. š., 14°16′01″ v. d. | Západní hornolužická vrchovina  | neznačeno                                                                                                | DE   |
| 16. | Hraniční vrch      | 522,5         | 50°56′47″ s. š., 14°21′48″ v. d. | Šenovská pahorkatina            | neznačeno                                                                                                | CZ   |
| 17. | Angstberg          | 519,2         | 51°03′46″ s. š., 14°16′55″ v. d. | Severní hornolužická vrchovina  | neznačeno                                                                                                | DE   |
| 18. | Dymník             | 517,2         | 50°56′28″ s. š., 14°31′30″ v. d. | Rumburská pahorkatina           | modrá turistická značka · naučná turistická značka                                                       | CZ   |
| 19. | Petružálkovy skály | 515,0         | 50°53′31″ s. š., 14°32′53″ v. d. | Rumburská pahorkatina           | neznačeno                                                                                                | CZ   |
| 20. | Vlčice             | 513,1         | 50°58′47″ s. š., 14°28′16″ v. d. | Šenovská pahorkatina            | neznačeno                                                                                                | CZ   |
| 21. | Buková hora        | 511,8         | 51°03′10″ s. š., 14°18′28″ v. d. | Šenovská pahorkatina            | neznačeno                                                                                                | CZ   |
| 22. | Nestelberg         | 511,5         | 51°03′31″ s. š., 14°16′56″ v. d. | Severní hornolužická vrchovina  | neznačeno                                                                                                | DE   |
| 23. | Hromadnik          | 511,1         | 51°07′18″ s. š., 14°30′12″ v. d. | Severní hornolužická vrchovina  | červená turistická značka · modrá turistická značka                                                      | DE   |
| 24. | Steinberg          | 510,6         | 51°02′50″ s. š., 14°15′51″ v. d. | Západní hornolužická vrchovina  | červená turistická značka · modrá turistická značka                                                      | DE   |
| 25. | Kamenný vrch       | 509,7         | 50°55′31″ s. š., 14°27′18″ v. d. | Rumburská pahorkatina           | neznačeno                                                                                                | CZ   |
| 26. | Jitrovník          | 509,5         | 51°00′07″ s. š., 14°30′28″ v. d. | Šenovská pahorkatina            | neznačeno                                                                                                | CZ   |
| 27. | Radar              | 509,3         | 50°57′12″ s. š., 14°22′27″ v. d. | Šenovská pahorkatina            | neznačeno                                                                                                | CZ   |
| 28. | Meyerův vrch       | 509,2         | 50°57′24″ s. š., 14°24′13″ v. d. | Šenovská pahorkatina            | neznačeno                                                                                                | CZ   |
| 29. | Weifaer Höhe       | 504,3         | 51°04′48″ s. š., 14°22′26″ v. d. | Severní hornolužická vrchovina  | zelená turistická značka                                                                                 | DE   |
| 30. | Sornßiger Berg     | 503,5         | 51°07′16″ s. š., 14°34′45″ v. d. | Severní hornolužická vrchovina  | zelená turistická značka                                                                                 | DE   |
| 31. | Černý vrch         | 503,4         | 50°57′01″ s. š., 14°20′48″ v. d. | Šenovská pahorkatina            | neznačeno                                                                                                | CZ   |
| 32. | Schelmberg         | 502,8         | 51°02′37″ s. š., 14°15′01″ v. d. | Západní hornolužická vrchovina  | neznačeno                                                                                                | DE   |
| 33. | Hutberg            | 502,6         | 51°02′35″ s. š., 14°20′09″ v. d. | Západní hornolužická vrchovina  | neznačeno                                                                                                | DE   |
| 34. | Ječný vrch         | 502,6         | 51°00′21″ s. š., 14°19′26″ v. d. | Šenovská pahorkatina            | neznačeno                                                                                                | CZ   |
| 35. | Seifberg           | 501,6         | 51°02′50″ s. š., 14°15′14″ v. d. | Západní hornolužická vrchovina  | neznačeno                                                                                                | DE   |

## Seznam vrcholů podle prominence
Seznam vrcholů podle prominence obsahuje všechny šluknovské vrcholy s prominencí (relativní výškou) nad 100 m bez ohledu na nadmořskou výšku. Celkem jich je 5. Nejprominentnějším vrcholem je Špičák (172 m) v geomorfologickém okrsku Rumburská pahorkatina. Nejvyšší Hrazený má prominenci 160 m a v pořadí je druhý.
| #  | Vrchol     | Výška m n. m. | Promi- nence | Izolace (km)        | Souřadnice                       | Přístup                                            |
| -- | ---------- | ------------- | ------------ | ------------------- | -------------------------------- | -------------------------------------------------- |
| 1. | Špičák     | 544           | 172          | 06,6 → Weberberg    | 50°55′42″ s. š., 14°38′45″ v. d. | žlutá turistická značka                            |
| 2. | Hrazený    | 608           | 160          | 15,5 → Kamzičí vrch | 50°58′27″ s. š., 14°25′44″ v. d. | neznačeno                                          |
| 3. | Vlčí hora  | 591           | 144          | 03,6 → Plešný       | 50°56′23″ s. š., 14°27′56″ v. d. | žlutá turistická značka · naučná turistická značka |
| 4. | Tanečnice  | 599           | 116          | 07,4 → Hrazený      | 50°57′58″ s. š., 14°19′12″ v. d. | modrá turistická značka · žlutá turistická značka  |
| 5. | Ječný vrch | 503           | 110          | 03,8 → Tanečnice    | 51°00′21″ s. š., 14°19′26″ v. d. | neznačeno                                          |